# André Bush
André Bush (* 3. Juni 1969 in Sacramento; † 8. August 2014 in Fresno) war ein US-amerikanischer Jazzgitarrist und Musikpädagoge, der an der Westküste der USA aktiv war.

## Leben
Bush besuchte die Roosevelt School of the Arts in Fresno und war vorwiegend als Studiomusiker aktiv; seine Zusammenarbeit mit der Sängerin Nnenna Freelon auf ihrem Album Blueprint of a Lady brachte ihm 2005 eine Grammynominierung ein. Scott Yanow nahm ihn in sein Buch The Great Jazz Guitarists: The Ultimate Guide auf.  1996 erschien sein Debütalbum Darwin’s Waiting Room, gefolgt von Invisible City (1998, mit Paul Hanson, Michael Zilber, Dave Liebman). 2005 legte er das Album Start from Silence vor, an dem Bruce Williamson, Peter Barshay, Alan Hall und Art Lande mitwirkten. Im Bereich des Jazz war er zwischen 1996 und 2007 an fünf Aufnahmesessions beteiligt, zuletzt bei zwei Alben der Sängerin  Alexa Weber Morales.
Bush unterrichtete Musiktheorie, Musikgeschichte und Improvisation an der Jazzschool in Berkeley und in The Voice Shop in seinem Wohnort Fresno. Er schrieb das Lehrbuch Modern Jazz Guitar Styles (Mel Bay Publications, 2005).